# San Vicente del Caño
San Vicente del Caño är en ort i Mexiko.   Den ligger i kommunen Abasolo och delstaten Guanajuato, i den centrala delen av landet, 280 km väster om huvudstaden Mexico City. San Vicente del Caño ligger 1 693 meter över havet och antalet invånare är 102.
Terrängen runt San Vicente del Caño är platt västerut, men österut är den kuperad. Runt San Vicente del Caño är det ganska tätbefolkat, med 116 invånare per kvadratkilometer. Närmaste större samhälle är Pénjamo, 14,1 km väster om San Vicente del Caño. Trakten runt San Vicente del Caño består till största delen av jordbruksmark.